# Refinería de Amuay
El Complejo Refinador de Amuay es una instalación para refinación de petróleo, que está ubicada en la costa occidental de la península de Paraguaná, municipio Los Taques, del estado Falcón, Venezuela. Actualmente pertenece a la empresa energética estatal Petróleos de Venezuela (PDVSA). Esta refinería de petróleo estaba ubicada entre las primeras tres más grandes del mundo; sin embargo, estás eran varias refinerías alrededor del sector de los Taques, estas fueron unidas y convertidas en un complejo refinador de Amuay 1997, año en el que se unió con la Refinería Cardón, ubicada en la misma península y la Refinería Bajo Grande, en el estado Zulia, para integrar el Centro de Refinación de Paraguaná (CRP), considerado hoy día el más grande de Venezuela y uno de los más grandes del mundo.

## Historia

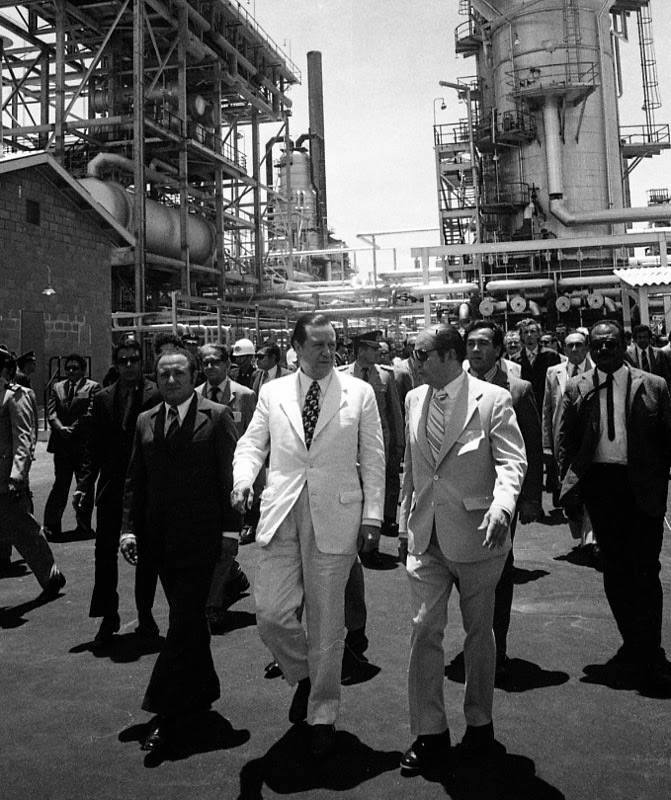
El 29 de julio de 1972 el presidente Rafael Caldera inauguró la quinta planta del complejo Amuay, convirtiéndose en la más grande de Venezuela.

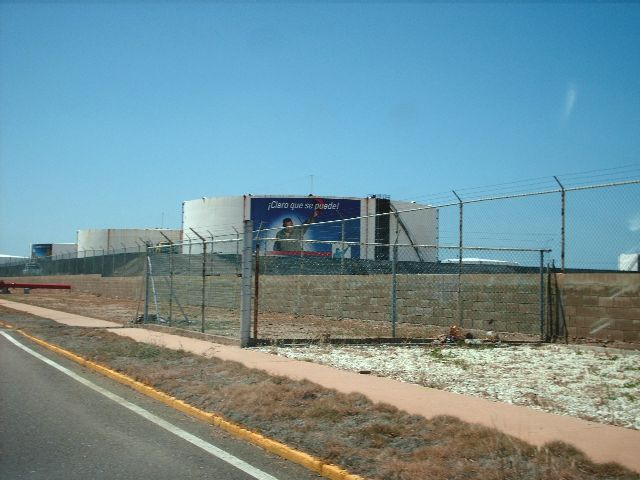
Puerta 1 de la Refinería de Amuay, hoy parte del CRP.

Por decreto del presidente Isaías Medina Angarita, que obligaba a las empresas transnacionales petroleras a refinar en Venezuela el crudo que extraían, en 1945 la Creole Petroleum Corporation inicia los proyectos de la refinería de Amuay cuyas obras comienzan en 1947. El 3 de enero de 1950, se inaugura la Refinería de Amuay con una capacidad inicial de procesamiento de 60.000 barriles diarios de crudo. Fue sin embargo objeto de sucesivas ampliaciones; en 1970, la Creole vendió a El Salvador el primer cargamento de azufre elemental procedente de esta refinería y para fines de 1974, momento en el cual se dictó el decreto de Nacionalización de la industria petrolera en Venezuela, su capacidad de refinación llegó a ser de 670.000 barriles diarios. El 1 de enero de 1976, el complejo pasa a ser administrado por la nueva operadora Lagoven, filial de PDVSA.
Al año siguiente, PDVSA formula programas para el cambio de patrón de refinación de las operadoras de El Palito (Corpoven); Amuay (Lagoven) y Cardón (Maraven), con el objetivo de optimizar la producción del circuito refinador en Venezuela. La Refinería de Amuay fue modificada para lograr disminuciones en las cargas de crudos livianos y medianos; aumento en el procesamiento de crudos pesados y extrapesados, con el consiguiente aumento en la producción de gasolinas y reducción de productos, representados por combustibles residuales de bajo y alto contenido de azufre. De acuerdo con dicho programa, en 1983 se inició la construcción de la expansión de la planta de Lubricantes. Cuatro plantas nuevas fueron dispuestas en el circuito de plantas existentes para obtener el nuevo patrón de refinación.
El 13 de diciembre de 1985 ocurrió un extenso y voraz incendio en gran parte del complejo, quedando restablecidas en 1986 la producción y exportación de gasolina sin plomo y destilados y combustible residual de bajo azufre. En 1991 se completa el «Proyecto de Interacción Amuay-Cardón», permitiendo el intercambio de productos entre ambas refinerías a través de tres poliductos. 
Gracias a este proyecto fue tecnológicamente posible completar en 1997 la fusión de Amuay con Cardón y Bajo Grande, dando paso a lo que actualmente es el Centro de Refinación Paraguaná, que al momento de su creación agrupa un 71 % de la capacidad de refinación del país. Para el año 2011 la refinería cuenta con las siguientes unidades de proceso:
- Torre de Destilación atmosférica, 5  con capacidad de 500 mil b/d
- Destilación al vacío, 5
- Hidrotratadoras, 4
- Craqueo catalítico fluido, 1 (FCC procesa 60,000 bpd)
- Alquilación con HF, 1
- Isomerización butanos, 1
- Coquificación fluida, 1
- Coquificación retarada, 1
- Complejo de lubricantes, 1
- Reformadores de hidrógeno, 3
- Tratadoras de kerosén, 1
- Recuperadoras de azufre, 3

### Accidentes y paradas

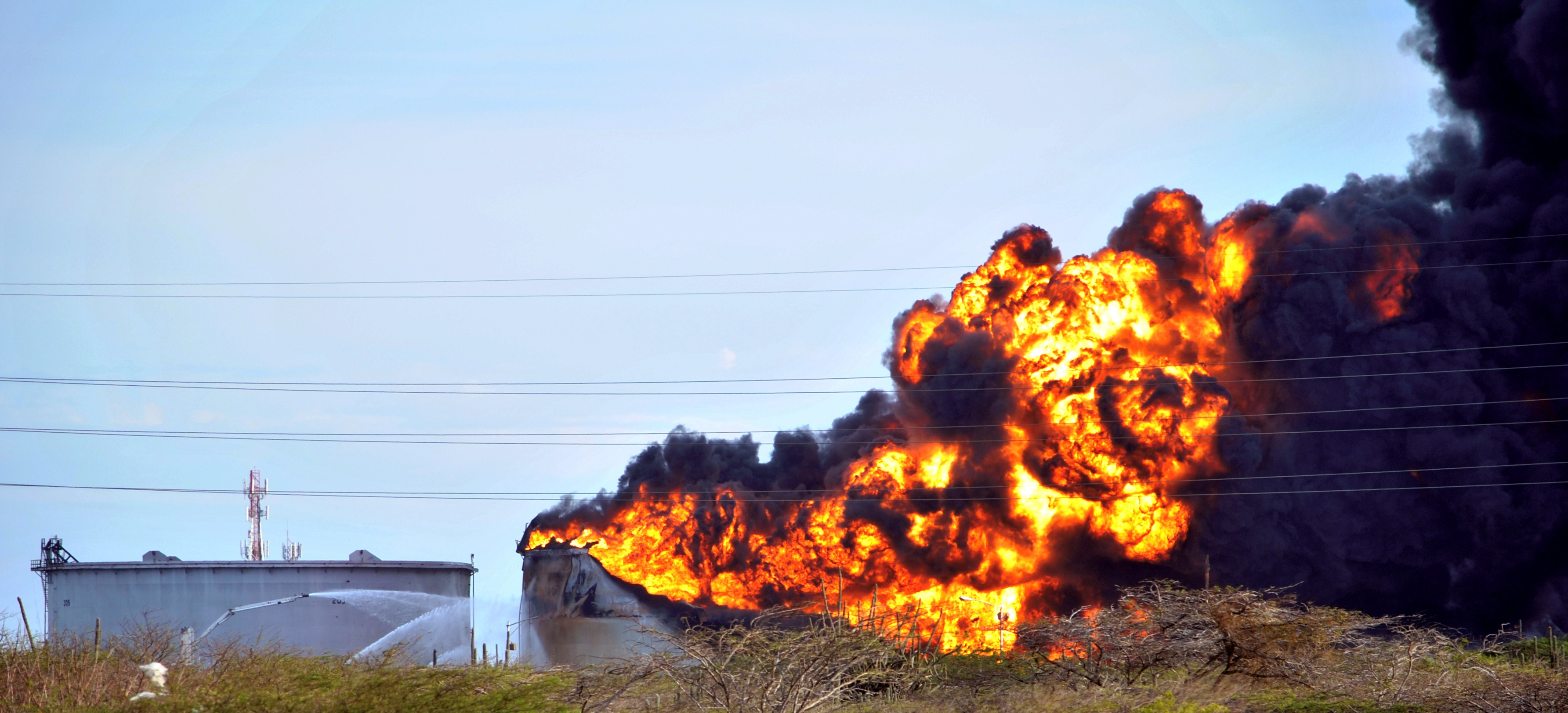
Tragedia de Amuay.

En la madrugada del 25 de agosto de 2012 (1:07 a. m. aproximadamente) se suscitó un accidente en dos tanques contenedores de gas propano y butano lo que ocasionó un incendio de gran magnitud acompañado de una explosión que provocó 48 muertes, en su mayoría militares que custodiaban el complejo petrolero, 121 personas heridas y más de 290 viviendas afectadas. Dichos tanques se extinguieron en horas de la mañana del martes 28. Además, un día antes de la extinción se incendió un tercer tanque de la refinería. Dado el incendio el Aeropuerto Internacional Josefa Camejo suspendió todos sus vuelos y después de que extinguieran el fuego reanudaron sus actividades. Con el transcurrir de las semanas se incrementó el número de muertos a 55 y los heridos a 156.
El 29 de diciembre de 2017 un incendio de medianas proporciones se registró en el arranque de la planta número tres de la refinadora, un evento que afortunadamente no dejó ningún tipo de daño humano, dos días antes explotó un horno en la refinería Cardón al intentar reiniciar una de las unidades en el mayor complejo refinador de Venezuela.
El 11 de octubre de 2018 reportaron este jueves una explosión en la planta de azufre de la Refinería, esta vez  la emisión irregular de gases de gran contenido sulfuroso, es peligroso para la salud humana, «nuevamente tenemos la obligación de denunciar la destrucción de PDVSA» dijo Luis Stefanelli diputado de la Asamblea Nacional. El 13 de marzo de 2019 el economista y experto petrolero Toro Hardy dijo que la única refinería que está trabajando es la refinería de Amuay y al 10 % de su capacidad instalada. El 20 de septiembre de 2019 se reportó un nuevo incendio en la refinería, de causas desconocidas. En agosto de 2019 el craqueador catalítico fluidizado y el flexicoker de Amuay están fuera de servicio una vez más. Dos funcionarios del sindicato petrolero detallaron que solo una de las cinco unidades de destilación está operativa.
El martes 27 de octubre de 2020 una fuerte explosión en la torre de destilación al vacío en la planta de alquilación que la partió en dos, sorprendió a los habitantes aledaños, mientras el gobierno busca un culpable externo sustentado por el lanzamiento de un misil, personal obrero y sindicalistas expresan que la causa es por fallas de mantenimiento y adelgazamiento de las paredes de la torre, o de una fuga de agua la que generó la explosión, además se trata de un sector donde hay mucha presencia de ácido fluorhídrico que es altamente corrosivo. El 26 de julio de 2021 se reinició su unidad de Craqueo catalítico fluido (FCC) que estaba fuera de servicio desde noviembre de 2019 debido a que Pdvsa, tenía problemas para realizar reparaciones básicas.
El 5 de diciembre de 2022 la planta de Amuay quedó detenida su producción de gasolina producto de una avería en el craqueador catalítico (FCC) es la causa de esta nueva paralización. Mientras la Refinería de Cardón sigue produciendo unos 45,000 bpd. Venezuela consume unos 120,000bpd por lo que la escasez se traduce en colas en los surtidores de combustibles en varios estados.
En febrero de 2023 Pdvsa ante las dificultades para recuperar la producción de sus refinerías decidió por intermedio de su ministro Tareck El Aissami, reemplazar la infraestructura de una tecnología estadounidense por equipos chinos e iraníes con un proyecto de inversión de unos 460 millones de euros para renovar el complejo, quien estará a cargo es la Compañía Nacional de Refinación y Distribución de Petróleo de Irán (NIORDC) en un plan de renovación de 100 días. Las fallas de la unidad craqueo catalítico afectaron nuevamente la refinería en marzo de 2023, la unidad FCC quedó paralizada. El 26 de junio se reactivó la operación de la planta destiladora 1 de la Refinería , tras pasar varios días en mantenimiento, trabajaron en el reemplazo de los enfriadores de tope E-2, de la torre de fraccionamiento de planta 1, una de las destiladoras de la refinería.
El 17 de julio reinicia operaciones su unidad craqueador catalítico fluido (FCC) que estaba fuera de servicio desde marzo mientras se encontraba en mantenimiento; la unidad está funcionando procesando unos 70.000 bpd, dijo una de las fuentes, la capacidad de la unidad de esta de 108.000 bpd. A inicios de agosto se paraliza la producción de las refinerías de Amuay y Cardón por la paralización de la planta de craqueo catalítico y de la unidad de FCC de las refinerías. El 13 de agosto por problemas de un horno reformador de nafta que produce gasolina de alto octanaje, «se paraliza la producción de gasolina en el Centro de Refinación Paraguaná (CRP)» El 31 de agosto llega una carga de nafta al Centro de Refinación Paraguaná, en el estado Falcón en el buque Minerva Xanthe desde el puerto de Milazzo, en Italia, con  un cargamento con 260.000 barriles de nafta enviado por las compañías europeas Eni y Repsol para aliviar los problemas de refinación. Para septiembre La refinería de Amuay estaba procesando unos 135 mil bpd.